# Tetsuzō Fuwa
Tetsuzō Fuwa (不破哲三 Fuwa Tetsuzō?) nació el 26 de enero de 1930 en la ciudad de Tokio, Japón. Su verdadero nombre es Kenjirō Ueda (上田建二郎 Ueda Kenjirō?). Es un político japonés miembro del Partido Comunista Japonés. En 1947 ingresó en el PCJ. Fue 2 veces presidente del PCJ. Fue presidente del Comité Central desde el año 2000 hasta el 2006. También se desempeña como director del Instituto de Ciencias Sociales del PCJ.